# کاینلیک
کاینلیک (انگلیسی: Kayenlyk) یک شهرک در شهرستان ایلیشفسکی استان باشقیرستان کشور روسیه است.